# Rafroball
Rafroball ist eine Ballsportart mit Mischung aus Handball-, Fußball- und Basketballregeln. 

## Spielweise
Rafroball wurde für stark heterogene Behindertensportgruppen entwickelt. Zwei Mannschaften mit je einem Torhüter und vier Feldspielern versuchen den Ball (Softhandball) ins gegnerische Tor zu spielen. Vier Ersatzspieler sind pro Mannschaft erlaubt. Gespielt wird auf dem Basketballfeld, wobei die Größe des Tores den Bewegungsmöglichkeiten des Torhüters angepasst wird. Der ballbesitzende Spieler darf sich nicht fortbewegen. Rollstuhlfahrer mit schwerer Behinderung können von einem Helfer gestoßen werden, der auch bei der Ballannahme helfen darf. Vor dem Tor gibt es eine Zone (Torwartzone), die weder die Verteidiger noch die Angreifer betreten oder befahren dürfen. Die Spieler dürfen nicht länger als 10 Sekunden in Ballbesitz bleiben. Sieger ist, wer die meisten Tore erzielt.

## Geschichte
Das Wort Rafroball kommt aus einer Mischung der Familiennamen der drei Erfinder des Spieles: Thierry Rapillard, Lionel und Jonas Frossard und Prince Ballstraz. Nach einigen Jahren Spielerfahrung und zwei durchgeführten Turnieren (1996 bis 1997) entstand 1999 das erste offizielle Reglement und 2001 das zweite. Die letzte Reglementsrevision wurde 2004 vorgenommen.